# Heeseberg
Heeseberg er et amt (Samtgemeinde) i den sydlige del af Landkreis Helmstedt, i den sydøstlige del af den tyske delstat Niedersachsen. Administrationen ligger i byen Jerxheim. Det ligger omkring 20 km sydvest for Helmstedt, og 35 km sydøst for Braunschweig.
Samtgemeinde Heeseberg består af følgende kommuner:
1. Beierstedt
2. Gevensleben
3. Ingeleben
4. Jerxheim
5. Söllingen
6. Twieflingen